# Đỗ Tăng Minh
Đỗ Tăng Minh (chữ Hán: 杜僧明; 508-553), tự Hoằng Chiếu, người Lâm Trạch, Quảng Lăng. Ông là tướng lĩnh cuối nhà Lương, khai quốc công thần nhà Trần thời Nam Bắc triều trong lịch sử Trung Quốc.
Đỗ Tăng Minh dáng người nhỏ nhắn mà gan dạ hơn người, có sức mạnh, giỏi cưỡi ngựa bắn tên.

## Sự nghiệp

### Vì Lư Tử Hùng khởi binh báo thù
Trong những năm 535 – 546, Lư An Hưng làm Nam Giang đốc hộ ở Quảng Châu. Đỗ Tăng Minh cùng anh là Đỗ Thiên Hợp và Chu Văn Dục đến chỗ An Hưng, xin được cùng đi. Nhờ đánh người Lý Liêu có công, được làm Tân Châu trợ phòng. An Hưng mất, Tăng Minh tiếp tục giúp con trai An Hưng là Lư Tử Hùng.
Bấy giờ thổ hào Giao Châu là Lý Bí nổi dậy, đuổi thứ sử Tiêu Tư chạy đến Quảng Châu. Quan trên sai Tử Hùng và thứ sử Cao Châu là Tôn Quýnh đi đánh Lý Bí. Khi ấy cây cỏ mùa xuân sinh sôi, chướng lệ nổi lên, Tử Hùng xin dời đến mùa thu hãy đánh, nhưng thứ sử Quảng Châu là Tân Du Hầu Tiêu Ánh không nghe. Tiêu Tư lại xúc xiểm thêm vào nên Tử Hùng bất đắc dĩ phải lên đường. Đến Hợp Phố, quân Lương bị Lý Bí đón đánh thua to, binh sĩ chết mất 6, 7 phần 10, mọi người sợ bệnh dịch nên hoang mang tan rã, không sao ngăn được, họ đành phải đưa quân trở về. Tiêu Tư tâu lên rằng Tử Hùng cùng Quýnh và giặc có tư thông, trì hoãn không tiến, Lương Vũ Đế nghe lời, hạ chiếu đến Quảng Châu bắt phải chết.
Em của Tử Hùng là Tử Lược, Tử Liệt đều là bậc hào hiệp, gia thuộc ở Nam Giang. Đỗ Thiên Hợp bàn mưu với mọi người rằng: 
"Lư công đãi ngộ bọn ta rất hậu hĩ, nay oan uổng mà chết, nếu không báo thù, không phải trượng phu. Em tôi là Tăng Minh có thể địch được muôn người, nếu chúng ta vây châu thành, hiệu triệu trăm họ, ai dám không theo!? Thành phá xong, chém Tiêu Tư, Tiêu Ánh tế hai vị Tôn, Lư; sau đó đợi đài sử đến, chịu trói ở chỗ đình úy, chết sống có số. Nếu gặp chuyện chẳng lành, cũng không oán hận gì!"
Mọi người xin theo. Đỗ Thiên Hợp cùng Chu Văn Dục kết minh, tôn em Tử Hùng là Tử Lược làm chủ, tấn công thứ sử Tiêu Ánh. Tử Lược ở phía nam thành, Thiên Hợp ở phía bắc, Tăng Minh, Văn Dục chia nhau hai phía đông, tây; nhiều người đến hưởng ứng bọn họ, trong một ngày, lực lượng đã lên đến hơn vạn. Quận thú Cao Yếu là Trần Bá Tiên nghe tin, liền đưa quân đến tiễu, giết Thiên Hợp, bắt sống Tăng Minh và Văn Dục. Nhưng Trần Bá Tiên không giết họ, còn phong làm tướng.

### Theo Trần Bá Tiên đánh nam dẹp bắc
Khi Trần Bá Tiên đánh nước Vạn Xuân (545-548), thảo phạt Quảng Châu thứ sử Nguyên Cảnh Trọng, Tăng Minh, Văn Dục cũng có công. Hầu Cảnh làm phản, Tăng Minh theo Trần Bá Tiên cứu viện kinh sư. Trần Bá Tiên ở Thủy Hưng phá Lan Dụ, Tăng Minh làm tiên phong, bắt Dụ đem chém. Lại đánh Thái Lộ Dưỡng ở Nam Dã, ngựa của Tăng Minh bị thương, Trần Bá Tiên đến cứu ông ta, liền ban ngựa của mình cho Tăng Minh, Tăng Minh nhận ngựa rồi cùng hơn 10 người xông lên, quân địch tan rã, nhờ vậy mà đại bại Thái Lộ Dưỡng. Cao Châu thứ sử Lý Thiên Sĩ đóng quân ở Đại Cao, tiến vào Cám Thạch, muốn bức Trần Bá Tiên. Bá Tiên sai Chu Văn Dục làm tiền quân, cùng Tăng Minh tiến đánh ông ta. Thiên Sĩ cùng người Ninh Đô là Lưu Hiếu Thượng đưa quân tập kích Nam Khang, Bá Tiên lại sai Văn Dục, Tăng Minh chống cự, đôi bên giao chiến hơn trăm ngày, bắt được Thiên Sĩ, đưa đến chỗ Bá Tiên. Khi Bá Tiên đến Nam Khang, lưu Đỗ Tăng Minh ở lại Tây Xương, coi việc quân 2 quận An Thành, Lư Lăng. Lương Nguyên Đế ban cho Tăng Minh giả tiết, Thanh Dã tướng quân, Tân Châu thứ sử, Lâm Giang huyện tử, thực ấp 300 hộ.
Hầu Cảnh sai Vu Khánh cướp Nam Giang, Trần Bá Tiên ở Dự Chương, lệnh cho Tăng Minh làm tiền khu, đánh thắng được quân địch. Bá Tiên biểu dương Tăng Minh, phong làm trưởng sử, tiếp tục đưa quân đông thảo. Quân đến Thái Châu, Tăng Minh soái đại hạm tiến xuống thiêu hủy thủy môn của giặc. Khi bình được Cảnh, Tăng Minh nhờ công mà được phong làm Viên ngoại tán kỵ thường thị, Minh Uy tướng quân, Nam Duyện Châu thứ sử, tiến tước làm hầu, tăng thực ấp đến 500 hộ, vẫn lĩnh chức Tấn Lăng thái thú.

## Qua đời
Năm 553, Tăng Minh theo Trần Bá Tiên tiến lên phía bắc vây Quảng Lăng, gia phong làm Sứ trì tiết, Thiên thông trực tán kỵ thường thị, Bình bắc tướng quân, còn lại như cũ. Kinh Châu bị phá, Bá Tiên sai Tăng Minh dẫn Ngô Minh Triệt theo Hầu Thiến đi về phía tây để tăng viện, đến Giang Châu thì bệnh mất, hưởng thọ 46 tuổi. Ông được truy tặng làm Tán kỵ thường thị, thụy là Uy.
Trần Văn Đế lên ngôi, truy tặng khai phủ nghi đồng tam ti. Năm 561, ông được Trần Văn đế đưa vào thờ cúng trong miếu đình của Trần Vũ đế (Trần Bá Tiên). Con trai ông là Đỗ Tấn kế tự.